# Paolo Albera (salesiano)
Paolo Albera (None, 6 giugno 1845 – Torino, 29 ottobre 1921) è stato un presbitero e educatore italiano, secondo successore di Don Bosco, dopo Michele Rua, in qualità di Rettor Maggiore dei Salesiani, dal 1910 alla morte.
Il suo corpo è conservato a Torino, nella cripta della Basilica di Maria Ausiliatrice, casa madre della congregazione di don Bosco.

## Biografia
Nel 1921 promosse il progetto per la Chiesa di Gesù Adolescente a Torino.